# Carlos de Almeida Baptista
Carlos de Almeida Baptista (Rio de Janeiro, 24 de março de 1932) é um Tenente-Brigadeiro do Ar, que foi Ministro do Superior Tribunal Militar e, posteriormente, Comandante da Força Aérea Brasileira durante o governo de Fernando Henrique Cardoso.

## Biografia

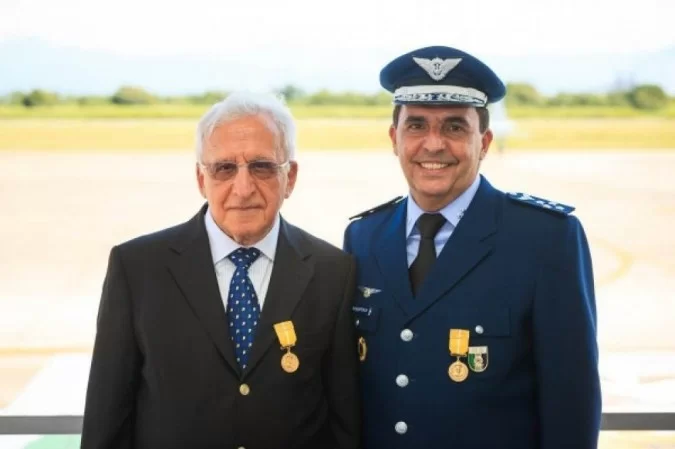
File:Carlos de Almeida Baptista e Carlos de Almeida Baptista Júnior

É filho de Agostinho Lourenço Baptista e Alzira de Almeida Baptista.
Foi declarado Aspirante a Oficial em 16 de dezembro de 1954, na antiga Escola de Aeronáutica do Campo dos Afonsos. Foi Piloto da Aviação de Caça e de Transporte. Foi promovido a Brigadeiro do Ar em 25 de novembro de 1983. Durante seu tempo na ativa, completou cerca de 7.000 horas de voo.
Ao longo de sua carreira, suas principais funções foram: piloto das Forças de Paz da ONU no Congo; Comandante do 1º/14º Grupo de Aviação e do 1º Grupo de Aviação de Caça; Instrutor da Escola de Comando e Estado-Maior da Aeronáutica ; Comandante da Escola de Aperfeiçoamento de Oficiais; Adido Aeronáutico junto à Embaixada do Brasil na Itália; Comandante da V Força Aérea; Comandante da VI Força Aérea; Comandante do Núcleo do Comando de Defesa Aeroespacial Brasileiro; Chefe do Gabinete do Ministro da Aeronáutica; Comandante do IV Comando Aéreo Regional; Diretor do Departamento de Pesquisas e Desenvolvimento e Comandante-Geral do Ar.
Foi nomeado Ministro do Superior Tribunal Militar em 25 de julho de 1994, tomando posse em 4 de agosto do mesmo ano. Em 19 de março de 1999 assumiu a Presidência para um mandato de dois anos. Aposentou-se no tribunal em 20 de dezembro de 1999.
Assumiu o Comando da Força Aérea Brasileira em 21 de dezembro de 1999, no segundo mandato do Presidente Fernando Henrique Cardoso, após crise que derrubou seu antecessor, Walter Werner Bräuer.
Permaneceu no cargo até 2 de janeiro de 2003.
É casado com Shirley Fátima Duarte de Oliveira Baptista, com quem tem três filhos, dentre eles Carlos de Almeida Baptista Júnior,  também ex-comandante da Aeronáutica.